# Jesse L. Lasky
Pour les articles homonymes, voir Lasky.
Jesse L. Lasky est un producteur de cinéma américain né le 13 septembre 1880 à San Francisco, sous le nom Jesse Louis Lasky et mort le 13 janvier 1958 à Beverly Hills.
Il est l'un des pionniers d'Hollywood. Il est notamment cofondateur de la Paramount avec Adolph Zukor.

## Biographie

### Au commencement
Fils de Sarah Platt et Isaac Lasky, Jesse L. Lasky est né à San Francisco, Californie en 1880. Il grandit à San José et sort diplômé du lycée de Santa Clara.

Il exerce plusieurs petits boulots avant d'entamer une carrière artistique. En 1897, il est engagé en tant que reporter pour le San Francisco Post. Cette première expérience ne durera qu'une année. Également musicien, il s'engage en tant que joueur de cornet à pistons pour le théâtre de San Francisco en 1898.
En 1900, après la mort de son père, sa famille rassemble 3 000 $ afin qu'il puisse partir pour la ruée vers l'or en Alaska. Sans grand succès, il redevient joueur de cornet à pistons à Honolulu, où il aura une certaine reconnaissance.

### Son entrée dans le cinéma
C'est en jouant dans des vaudevilles avec sa sœur Blanche les dix années suivantes qu'il met véritablement le pied dans le monde du divertissement et qu'il s'introduit dans ce qui est le début de l'industrie cinématographique. En 1912, il devient agent artistique et produit l'opérette de Cecil B. DeMille California. Ceci marque le début de leur collaboration.
Samuel Goldwyn, qui a épousé sa sœur Blanche en 1910, réussit à le convaincre de s'associer à lui et Cecil B. DeMille pour former la « Jesse L. Lasky Feature Play Company » en 1913. Avec un budget limité, ils louent une grange près de Los Angeles et réalisent le premier long métrage d'Hollywood, Le Mari de l'Indienne (The Squaw Man). Cette grange est aujourd'hui connue sous le nom de Lasky-DeMille Barn (Grange Lasky-DeMille) et accueille le Hollywood Heritage Museum.

### Naissance d'une grande entreprise

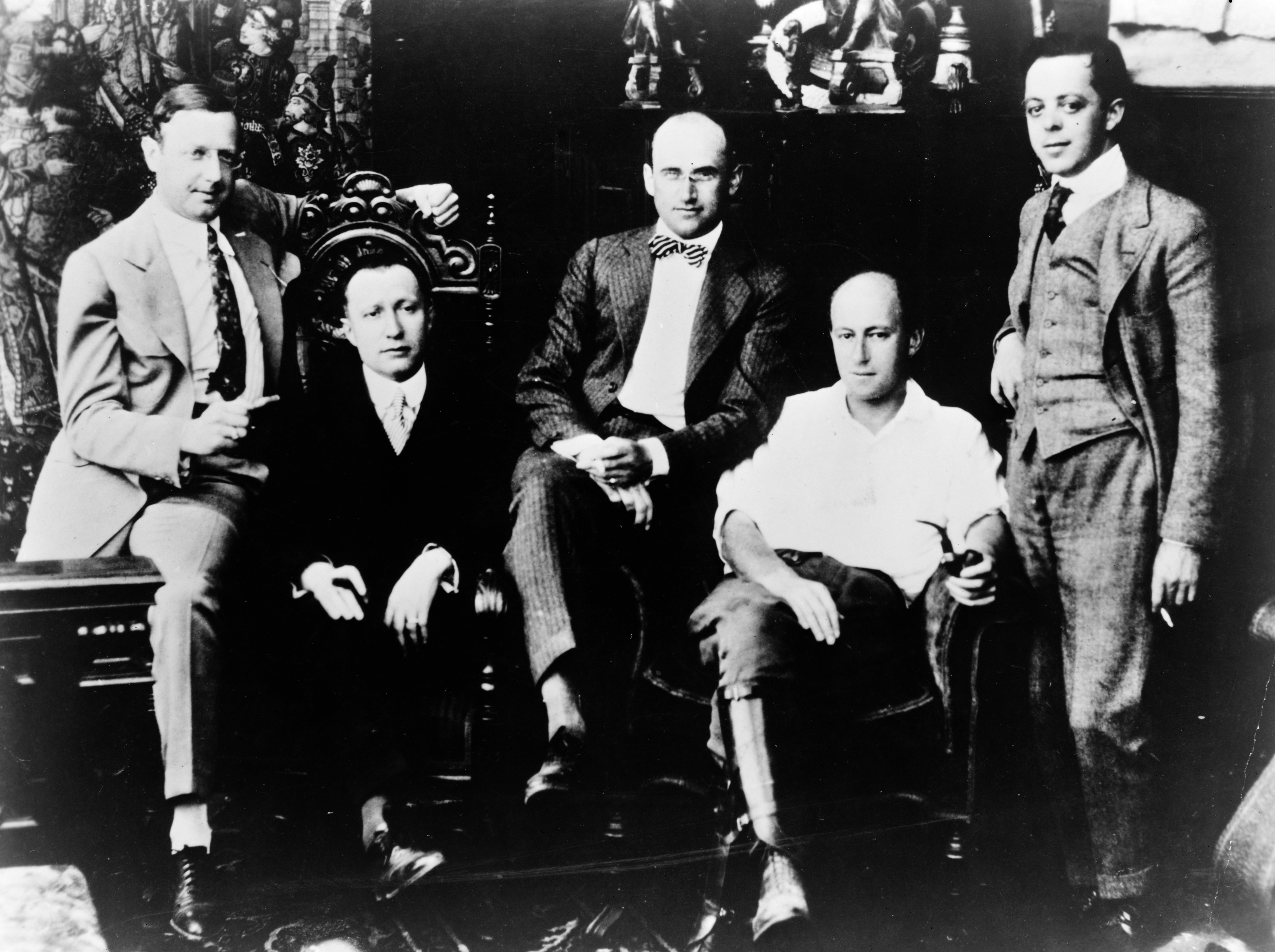
1916, photo publicitaire pour le lancement de Paramount Pictures. De gauche à droite : Jesse L. Lasky, Adolph Zukor, Samuel Goldwyn, Cecil B. DeMille, Al Kaufman

Depuis 1914, Lasky fait projeter les films de sa compagnie par l'intermédiaire d'une société de distribution à l'activité florissante créée par William Wadsworth Hodkinson et qui s'appelle Paramount Pictures Corporation,. Dans le même temps une autre société de production fait appel à la société de W.W. Hodkinson ; il s'agit de la Famous Players Film Company, créée par Adolph Zukor.
En 1916, l'ambitieux Adolph Zukor, peu enclin à jouer les seconds rôles dans ce qui est le nouvel « Eldorado », convainc Lasky et Hodkinson du bien-fondé de la fusion de leurs trois compagnies. Cette nouvelle compagnie prend ainsi le nom Famous Players-Lasky Corporation.

Du fait de l'ampleur de leur nouvelle entreprise, ils font construire un grand studio à Astoria, un quartier de New York. En 1925, Jesse L. Lasky ouvre la Paramount Acting School dont la première promotion réunit dix-huit élèves parmi lesquels Josephine Dunn, Lorraine Eason, Charles Rogers et Thelma Todd,.
De 1916 à 1932, Lasky, qui est vice-président de la compagnie, est responsable des productions qui sont réalisées entre Hollywood et New York. Sous ses conseils, la Famous Players-Lasky Corporation tourne succès après succès. Pour assurer la prospérité du studio, il met au point une méthode pour que tous leurs films soient exploitables dans un maximum de salles : les propriétaires de cinéma qui désirent projeter un film de la compagnie doivent s'engager à diffuser toutes les autres productions du label pendant une année entière.

De par sa réussite, Jesse L. Lasky est considéré comme l'un des plus importants producteurs de Hollywood durant l'âge d'or du cinéma muet. Malgré ses méthodes d'homme d'affaires impitoyable, il est quelqu'un d'apprécié à Hollywood. Il encourage les réalisateurs à être plus indépendants en n'interférant pas dans leurs choix artistiques.
Le studio étant bien ancré au sommet de la hiérarchie de l'industrie cinématographique américaine, Lasky lorgne sur les plus grosses stars du cinéma muet des autres studios. Ce qui ne l'empêche pas de découvrir lui-même de nouveaux talents et à leur donner leur chance.
En 1927, Jesse L. Lasky est l'un des 36 fondateurs des Academy of Motion Picture Arts and Sciences, qui est une organisation dédiée à l'amélioration et à la promotion mondiale du cinéma. L'académie remet ses premiers Oscars en 1929.
Au début des années 1930, le studio compte parmi ses studios une pléiade de stars avec notamment Mary Pickford, Marlène Dietrich, Gary Cooper, Gloria Swanson, Roscoe "Fatty" Arbuckle, Mae West, Carole Lombard, les Marx Brothers, W. C. Fields, Claudette Colbert et Maurice Chevalier.

### Fin de carrière
À la suite de la Grande Dépression, l'industrie du cinéma est touchée par la crise financière et la Famous Players-Lasky Corporation est placée sous règlement judiciaire en 1932. Par la suite, la compagnie change de nom et devient la Paramount Pictures. Cette même année, Lasky est destitué de ses fonctions par le nouvel homme fort de la Paramount, Sam Katz. À partir de cette période, il commence une nouvelle carrière en tant que producteur indépendant. Il travaille pour les grands studios que sont la 20th Century Fox, la Warner Bros. et la RKO Pictures. En 1935, il travaille également en partenariat avec Mary Pickford. Ensemble ils créent la « Pickford-Lasky Company ». Une collaboration qui est prématurément rompue par celle-ci après quelques années.
De 1938 à 1940, il devient également producteur d'une émission de radio-crochet à la CBS, Gateway to Hollywood. Cette émission révèle au public entre autres Gale Storm ou Kirby Grant. C'est en 1941 qu'il produit son plus grand succès en tant que producteur indépendant avec Sergent York, interprété par Gary Cooper sous la direction de Howard Hawks.
À la fin de la Seconde Guerre mondiale, il rejoint brièvement la « Société des Producteurs de Film Indépendant » (SIMPP). Par la suite, il crée la « Jessy L. Lasky Production » en 1945. C'est sous ce dernier label qu'il produit son dernier film en 1951, Le Grand Caruso.
Il fait finalement son retour à la Paramount au milieu des années 1950 mais ne verra jamais aboutir ses derniers projets. Jesse L. Lasky meurt en 1958 d'une crise cardiaque à Beverly Hills. Il est inhumé au Hollywood Forever Cemetery, adjacent aux studios Paramount et aux studios RKO. Peu de temps avant sa mort, il laisse une dernière trace de ce qu'il a accompli en sortant son autobiographie I Blow My Own Horn en 1957.

## Distinctions
Pour sa contribution à l'industrie cinématographique, une étoile lui est attribuée sur le Hollywood Walk of Fame au 6433 Hollywood Boulevard.
Une rue de Beverly Hills, la « Lasky Drive », est nommée en son honneur.

## Sa famille
Il est le fils d'Isaac Lasky et de Sarah Platt. Sa sœur Blanche Lasky est la femme de Samuel Goldwyn de 1910 à 1915
Il épouse Bessie Ginzberg, en 1909 et ont :
- Jesse L. Lasky Jr., scénariste né le 19 septembre 1910 et mort le 11 avril 1988
- William Raymond Lasky, né le 24 mars 1921 et mort le 21 janvier 1985[34]
- Bessie Dorothy Lasky, née le 11 octobre 1922

Il est le cousin de Mervyn LeRoy

## Filmographie partielle

### Films muets
- 1914 :
  - Le Mari de l'Indienne (The Squaw Man), réalisé par Oscar Apfel et Cecil B. DeMille
  - The Ghost Breaker, réalisé par Oscar Apfel et Cecil B. DeMille

- 1915 :
  - The Goose Girl, réalisé par Frederick A. Thomson
  - The Puppet Crown, réalisé par George Melford
  - The Chorus Lady, réalisé par Frank Reicher
  - The Secret Sin, réalisé par Frank Reicher
  - The Unknown, réalisé par George Melford
  - Forfaiture (The Cheat), réalisé par Cecil B. DeMille

- 1916 :
  - The Race, réalisé par George Melford
  - The Love Mask, réalisé par Frank Reicher
  - The Dupe, réalisé par Frank Reicher
  - Unprotected, réalisé par James Young

- 1917 :
  - Each to His Kind, réalisé par Edward LeSaint
  - Une flétrissure (On Record) de Robert Z. Leonard
  - The Bottle Imp, réalisé par Marshall Neilan
  - The Primrose Ring, réalisé par Robert Z. Leonard
  - Unconquered, réalisé par Frank Reicher
  - Moving, réalisé par Harry Jackson
  - L'Exilée (Exile), réalisé par Maurice Tourneur
  - Œil pour œil (en) (The Call of the East), réalisé par George Melford
  - Tom Sawyer, réalisé par William Desmond Taylor
  - The Secret Game, réalisé par William C. de Mille

- 1918 :
  - The Spirit of '17, réalisé par William Desmond Taylor
  - A Petticoat Pilot, réalisé par Rollin S. Sturgeon
  - The Spirit of the Red Cross, écrit par James Montgomery Flagg
  - Mile-a-Minute Kendall, réalisé par William Desmond Taylor
  - Believe Me, Xantippe (en), réalisé par Donald Crisp
  - The City of Dim Faces (it), réalisé par George Melford
  - My Cousin, réalisé par Edward José

- 1919 :
  - Maggie Pepper, réalisé par Chester Withey
  - Après la pluie, le beau temps (Don't Change Your Husband), réalisé par Cecil B. DeMille
  - Pour le meilleur et pour le pire (For Better, for Worse), réalisé par Cecil B. DeMille
  - Fires of Faith, réalisé par Edward José
  - The Love Burglar (it), réalisé par James Cruze
  - The Grim Game, réalisé par Irvin Willat

- 1920 :
  - L'Echange (Why Change Your Wife?), réalisé par Cecil B. DeMille
  - What's Your Hurry?, réalisé par Sam Wood
  - L'amour a-t-il un maître ? (Something to Think About), réalisé par Cecil B. DeMille
  - The Sins of Rosanne, réalisé par Tom Forman

- 1921 :
  - The Witching Hour, réalisé par William Desmond Taylor
  - L'Appel du nord (en) (The Call Of The North), réalisé par Joseph Henabery

- 1922:
  - The World's Champion, réalisé par Phil Rosen
  - Inconscience (Her Husband's Trademark) , réalisé par Sam Wood
  - The Top of New York, réalisé par William Desmond Taylor
  - The Dictator, réalisé par James Cruze
  - Arènes sanglantes (Blood and Sand), réalisé par Fred Niblo
  - The Ghost Breaker, réalisé par Alfred E. Green
  - On the High Seas, réalisé par Irvin Willat
  - Le Réquisitoire (Manslaughter), réalisé par Cecil B. DeMille

- 1923 :
  - La Caravane vers l'Ouest (The Covered Wagon), réalisé par James Cruze
  - Nobody's Money réalisé par Wallace Worsley
  - You Can't Fool Your Wife, réalisé par George Melford
  - His Children's Children, réalisé par Sam Wood

- 1924 :
  - The Next Corner, réalisé par Sam Wood
  - Unguarded Women, réalisé par Alan Crosland
  - The Man Who Fights Alone (en), réalisé par Wallace Worsley
  - The Female, réalisé par Sam Wood
  - Dangerous Money, réalisé par Frank Tuttle
  - A Sainted Devil, réalisé par Joseph Henabery
  - Peter Pan, réalisé par Herbert Brenon

- 1925 :
  - Too Many Kisses, réalisé par Paul Sloane
  - In the Name of Love réalisé par Howard Higgin
  - The Manicure Girl, réalisé par Frank Tuttle
  - Le Fils prodigue (The Wanderer), réalisé par Raoul Walsh
  - Wild Horse Mesa, réalisé par George B. Seitz
  - Le Prix d'une folie (The Coast of Folly), réalisé par Allan Dwan
  - Détresse (That Royle Girl), réalisé par D. W. Griffith

- 1926 : 
  - Les Briseurs de joie (Padlocked) d'Allan Dwan
  - The Enchanted Hill, réalisé par Irvin Willat
  - Sea Horses, réalisé par Allan Dwan
  - Desert Gold, réalisé par George B. Seitz
  - Wet Paint, réalisé par Arthur Rosson
  - Un conte d'apothicaire (It's the Old Army Game), réalisé par A. Edward Sutherland
  - Beau Geste, réalisé par Herbert Brenon
  - Les Dieux de bronze (Tin Gods), réalisé par Allan Dwan
  - Gatsby le Magnifique (The Great Gatsby), réalisé par Herbert Brenon

- 1927 :
  - The Kid Brother, réalisé par J.A. Howe et Ted Wilde
  - New York, réalisé par Luther Reed
  - Le Coup de foudre (It), réalisé par Clarence G. Badger
  - Love's Greatest Mistake, réalisé par A. Edward Sutherland
  - Evening Clothes, réalisé par Luther Reed
  - Fashions for Women, réalisé par Dorothy Arzner
  - Special Delivery, réalisé par William Goodrich
  - Les Enfants du divorce (Children of Divorce), réalisé par Frank Lloyd
  - Señorita, réalisé par Clarence G. Badger
  - Raymond veut se marier (Time to Love), réalisé par Frank Tuttle
  - The Last Outlaw, réalisé par Arthur Rosson
  - Fireman, Save My Child, réalisé par A. Edward Sutherland
  - Nevada, réalisé par John Waters
  - Jesse James, réalisé par Lloyd Ingraham
  - She's a Sheik, réalisé par Clarence G. Badger
  - Honeymoon Hate, réalisé par Luther Reed
  - Get Your Man, réalisé par Dorothy Arzner
  - Two Flaming Youths, réalisé par John Waters

- 1928 :
  - Half a Bride, réalisé par Gregory La Cava
  - Crépuscule de gloire (The Last Command), réalisé par Josef von Sternberg
  - Doomsday, réalisé par Rowland V. Lee
  - Feel My Pulse, réalisé par Gregory La Cava
  - Les Pilotes de la mort (The Legion of the Condemned), réalisé par William A. Wellman
  - Épouvante (Something Always Happens), réalisé par Frank Tuttle
  - Partners in Crime, réalisé par Frank R. Strayer
  - Les Mendiants de la vie (Beggars of Life), réalisé par William A. Wellman
  - La Symphonie nuptiale (The Wedding March), réalisé par Erich von Stroheim

- 1929 : Redskin, réalisé par Victor Schertzinger

### Films parlants
- 1928 : Manhattan Cocktail, réalisé par Dorothy Arzner

- 1929 :
  - Traffic Regulations, écrit par Donald Ogden Stewart
  - Humorous Flights, réalisé par Fred Fleck
  - Noix de coco (The Cocoanuts), réalisé par Robert Florey et Joseph Santley
  - La Chanson de Paris (Innocents of Paris), réalisé par Richard Wallace
  - High Hat, réalisé par Joseph Santley
  - Applause, réalisé par Rouben Mamoulian
  - The Plasterers, réalisé par Monte Brice
  - La Danseuse de corde (Dangerous Curves), réalisé par Lothar Mendes

- 1930 :
  - Dangerous Paradise, réalisé par William A. Wellman
  - Paramount on Parade, réalisé par Dorothy Arzner, Otto Brower, Edmund Goulding, Victor Heerman, Edwin H. Knopf, Rowland V. Lee, Ernst Lubitsch, Lothar Mendes, Victor Schertzinger, A. Edward Sutherland et Frank Tuttle

- 1933 :
  - Révolte au zoo (Zoo in Budapest), réalisé par Rowland V. Lee
  - The Warrior's Husband, réalisé par Walter Lang
  - Berkeley Square, réalisé par Frank Lloyd
  - The Power and the Glory, réalisé par William K. Howard
  - The Worst Woman in Paris?, réalisé par Monta Bell

- 1934 :
  - As Husbands Go, réalisé par Hamilton MacFadden
  - La Soirée de Miss Stanhope (Coming Out Party), réalisé par John G. Blystone
  - Grand Canary, réalisé par Irving Cummings
  - Springtime for Henry, réalisé par Frank Tuttle
  - The White Parade, réalisé par Irving Cummings

- 1935 :
  - Helldorado, réalisé par James Cruze
  - Redheads on Parade, réalisé par Norman Z. McLeod
  - Le Gai Mensonge (The Gay Deception), réalisé par William Wyler

- 1936 :
  - One Rainy Afternoon, réalisé par Rowland V. Lee
  - Le Joyeux Bandit (The Gay Desperado), réalisé par Rouben Mamoulian

- 1937 :
  - Music for Madame, réalisé par John G. Blystone
  - La Femme en cage (Hitting a New High), réalisé par Raoul Walsh

- 1941 : Sergent York (Sergeant York), réalisé par Howard Hawks
- 1944 : Les Aventures de Mark Twain (The Adventures of Mark Twain), réalisé par Irving Rapper
- 1945 : Rhapsody in Blue (Rhapsody in Blue), réalisé par Irving Rapper
- 1946 : Sans réserve (Without Reservations), réalisé par Mervyn LeRoy
- 1948 : Le Miracle des cloches (The Miracle of the Bells), réalisé par Irving Pichel

- 1951 : Le Grand Caruso (The Great Caruso), réalisé par Richard Thorpe